# Wolfegg
Wolfegg – miejscowość i gmina w Niemczech, w kraju związkowym Badenia-Wirtembergia, w rejencji Tybinga, w regionie Bodensee-Oberschwaben, w powiecie Ravensburg, wchodzi w skład wspólnoty administracyjnej Vogt.

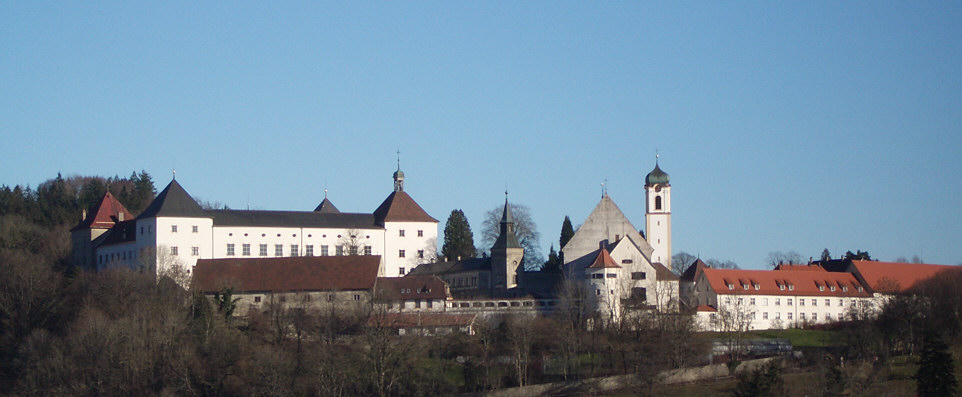
Zamek i kościół w Wolfegg

## Współpraca
Miejscowości partnerskie:
- Colico, Włochy
- Rüthi, Szwajcaria